# Mike Ryan
Mike Ryan (Stirling, Escocia; 26 de diciembre de 1941) es un atleta neozelandés de origen escocés, medallista de bronce en la maratón de los Juegos Olímpicos de México 1968.